# Cricotopus osaruquartus
Cricotopus osaruquartus är en tvåvingeart som beskrevs av Sasa 1988. Cricotopus osaruquartus ingår i släktet Cricotopus och familjen fjädermyggor. Inga underarter finns listade i Catalogue of Life.